# Keifer Sykes
Keifer Jerail Sykes (ur. 30 grudnia 1993 w Chicago) – amerykański koszykarz, występujący na pozycji rozgrywającego.
Przez lata występował w rozgrywkach letniej ligi NBA w Las Vegas. Reprezentował w niej Cleveland Cavaliers (2015), Golden State Warriors (2016), Denver Nuggets (2019), Indianę Pacers (2021).
7 kwietnia 2022 został zwolniony przez Indianę Pacers.

## Osiągnięcia
Stan na 9 kwietnia 2022, na podstawie, o ile nie zaznaczono inaczej.
NCAA
- Mistrz sezonu regularnego Horizon League (2014, 2015)
- Koszykarz roku Horizon League (2014, 2015)[5]
- MVP turnieju Gulf Coast Showcase (2015)
- Zaliczony do:
  - I składu:
    - Horizon League (2013–2015)
    - turnieju:
      - Horizon League (2013, 2015)
      - Great Alaska Shootout (2014)
      - Gulf Coast Showcase (2015)

    - najlepszych pierwszorocznych zawodników Horizon League (2012)

  - honorable mention All-American (2014, 2015 przez Associated Press)
- Lider Horizon League w:
  - średniej punktów (18,6 – 2015)
  - liczbie:
    - punktów (614 – 2015)
    - celnych rzutów:
      - z gry (213 – 2015)
      - wolnych (159 – 2013)
- Uczestnik konkursu wsadów NCAA (2015)[6]

Drużynowe
- Mistrz Korei Południowej (2017)

Indywidualne
- Uczestnik:
  - meczu gwiazd ligi południowokoreańskiej (2017)
  - konkursu wsadów D-League (2016)